# Germain Delatousche
Germain Delatousche, né le 27 août 1898 à Châtillon-en-Dunois et mort le 31 octobre 1966 à Bouguenais, est un peintre et illustrateur français.

## Biographie
Fils de jardinier, il est victime d'un accident dans son enfance qui le rend boiteux toute sa vie. Il quitte l'école à 13 ans et devient apprenti peintre-verrier aux ateliers Lorin de Chartres, mais ceux-ci ferment leurs portes en 1915. Il s'installe alors à Paris et prend part dès 1919 au Salon des indépendants. 
Président-fondateur du groupement d'art Les Compagnons (1921), il prend part au Salon des indépendants de 1920 à 1929 et au Salon d'Automne de 1925 à 1929 et expose dans de nombreuses galeries telles Lorenceau, Marguerite Henry, Barreiro, Palette française, Devambez , etc..

## Œuvres
- Rue Sorbier (Paris)[3] ;
- Ruelle des Gobelins (Paris)[3] ;
- Marcillac (Lot)[3] ;
- Rue Thouin, Paris (5°)[4] ;
- Rue du Gril, Paris (5°)[4].